# Ivan Hausen
Ivan Hausen, född 2 november 1927, död 21 april 2003, var en friidrottare från Brasilien. Han deltog vid olympiska sommarspelen 1948.